# آلبر وایل
آلبر وایل (فرانسوی: Albert Weil‎; ۲۶ دسامبر ۱۸۸۰ – ۵ دسامبر ۱۹۴۵) قایقران قایق بادبانی اهل فرانسه بود.